# جرسونيدس
الحاخام  ليفي بن جرشون ، المعروف باسمه اللاتيني  جرسونيدس  (1288-1344)، فيلسوف وعالم تلمودي ورياضياتي وفلكي. ولد في باينول في لانغيدوك، فرنسا. وفقًا لإبراهام زاكوتو وآخرين، كان ابن جرشون بن سولومون الكاتالوني.

## أعماله

### الفلسفة والأعمال الدينية
كان جزء من كتاباته عبارة عن تعليقات على أعمال أرسطو المعروفة آنذاك، أو بالأحرى تعليقات على تعليقات ابن رشد. إلا أن عمله الأهم الذي جعل له مكانًا في تاريخ الفلسفة، " Sefer Milhamot Ha-Shem " («حروب الرب»)، والذي كتبه في إثنى عشر عامًا (1317-1329). وقد ترجم جزء منه، الذي يحتوي على تفاصيل المسح الفلكي الذي أجراه العرب، إلى اللاتينية في عام 1342 بناء على طلب البابا كليمنت السادس.
جاء كتاب «حروب الرب» على غرار العمل الفلسفي اليهودي الأشهر، «دلالة الحائرين» لابن ميمون، ويعتبره البعض انتقاد لبعض أفكار موسى بن ميمون التي تتوافق مع الأرسطية والفكر الحاخامي اليهودي. ولجرسونيدس أيضًا مؤلف يتضمن تعليق على التوراة، وغيره من الأعمال التفسيرية والعلمية.

### في الرياضيات وعلم الفلك والتنجيم
في عام 1321، كتب جرسونيدس كتابًا في التعامل مع العمليات الحسابية بما في ذلك حساب الجذر التربيعي والجذر التكعيبي وبعض المسائل الجبرية الأخرى ومتتاليات الأعداد الصحيحة ومسائل ذات الحدين وغير ذلك. كما لوحظ استخدامه لمنهج الإثبات بالاستقراء الرياضي وهو ما يعد ريادة منه في ذلك المجال. وفي عام 1342، كتب جرسونيدس كتابًا آخر في حساب المثلثات، والذي أثبت فيه قانون الجيب وقام بحساب خمسة جداول للجيوب.
رصد ليفي كسوف للشمس في 3 مارس 1337، وخسوف للقمر في 3 أكتوبر 1335، ووصف نموذجًا هندسيًا لحركة القمر وملاحظات فلكية أخرى عن الشمس والقمر والكواكب باستخدام الكاميرا المظلمة.
كان جرسونيدس الفلكي الوحيد قبل العصر الحديث، الذي قدّر مسافات النجوم بشكل دقيق. ففي الوقت الذي قدّر فيه جميع علماء الفلك وجود النجوم الأخرى في مجالات دائرية خلف الكواكب الخارجية، قدّر جرسونيدس مسافاتها بعشرة مليارات ضعف تلك المسافات، أي بوحدات تعادل 100 سنة ضوئية في الوحدات الحديثة.
عارض جرسونيدس نموذج بطليموس حول مركزية الأرض، لكنه لم يستطيع إثبات ذلك، وهو ما استطاع كوبرنيكوس إثباته بعد ذلك بثلاثة قرون.

## وصلات خارجية
- جرسونيدس على موقع الموسوعة البريطانية (الإنجليزية)

- Stanford Encyclopedia of Philosophy
- Milhamot HaShem First Edition (PDF) This is the text excluding the astronomical text (Book V, Part I). The quality varies.
- O'Connor، John J.؛ Robertson، Edmund F.، "جرسونيدس"، تاريخ ماكتوتور لأرشيف الرياضيات
- Detailed bibliography of works on and by Gersonides نسخة محفوظة 3 مارس 2016 على موقع واي باك مشين.
- Milhemet Hashem
- Israel Abrahams (1911). "Encyclopædia Britannica". In Chisholm, Hugh (ed.). Encyclopædia Britannica (بالإنجليزية) (11th ed.). Cambridge University Press.